# Rivalidad entre Sport Boys y Universitario de Deportes
La rivalidad entre Sport Boys y Universitario de Deportes es considerada como uno de los clásicos del fútbol peruano. Desde el primer encuentro disputado en 1933, los dos clubes se han enfrentado en 215 oportunidades en encuentros oficiales, Universitario de Deportes ha conseguido 99 victorias, mientras que Sport Boys ha logrado 47 triunfos. El primer clásico terminó con victoria por 5:2 a favor de Universitario de Deportes. La máxima goleada en estos enfrentamientos es de 6:0 favorable a Sport Boys.

## Historia

### Primer clásico
El primer duelo de este clásico se produjo el 2 de julio de 1933, cuando por el Torneo Amateur, Universitario de Deportes se impuso por 5:2 a Sport Boys en el Estadio Nacional del Perú. La formación de los equipos fue la siguiente: 
|  | Guardameta     | Juan Criado            |  |
|  | Defensa        | Alfredo Del Río        |  |
|  | Defensa        | Alberto Soria          |  |
|  | Centrocampista | Enrique Landa          |  |
|  | Centrocampista | Plácido Galindo        |  |
|  | Centrocampista | Eduardo Astengo        |  |
|  | Delantero      | Pablo Pacheco          |  |
|  | Delantero      | Carlos Tovar           |  |
|  | Delantero      | Lolo Fernández         |  |
|  | Delantero      | Alfredo Alegre         |  |
|  | Delantero      | Luis de Souza Ferreira |  |

|  | Guardameta     | Víctor Marchena     |  |
|  | Defensa        | Guillermo Pardo     |  |
|  | Defensa        | Raúl Chappell       |  |
|  | Centrocampista | Miguel Pacheco      |  |
|  | Centrocampista | César Larrea        |  |
|  | Centrocampista | Luis Cornejo        |  |
|  | Delantero      | Teodoro Alcalde     |  |
|  | Delantero      | Aquiles Westres     |  |
|  | Delantero      | Jorge Alcalde       |  |
|  | Delantero      | Guillermo Aróstegui |  |
|  | Delantero      | Enrique Aróstegui   |  |

| Anotado | Carlos Tovar           |
| Anotado | Carlos Tovar           |
| Anotado | Luis de Souza Ferreira |
| Anotado | Luis de Souza Ferreira |
| Anotado | Lolo Fernández         |

| Anotado | Jorge Alcalde |
| Anotado | Jorge Alcalde |

|  | Guardameta     | Juan Criado            |  |
|  | Defensa        | Alfredo Del Río        |  |
|  | Defensa        | Alberto Soria          |  |
|  | Centrocampista | Enrique Landa          |  |
|  | Centrocampista | Plácido Galindo        |  |
|  | Centrocampista | Eduardo Astengo        |  |
|  | Delantero      | Pablo Pacheco          |  |
|  | Delantero      | Carlos Tovar           |  |
|  | Delantero      | Lolo Fernández         |  |
|  | Delantero      | Alfredo Alegre         |  |
|  | Delantero      | Luis de Souza Ferreira |  |

|  | Guardameta     | Víctor Marchena     |  |
|  | Defensa        | Guillermo Pardo     |  |
|  | Defensa        | Raúl Chappell       |  |
|  | Centrocampista | Miguel Pacheco      |  |
|  | Centrocampista | César Larrea        |  |
|  | Centrocampista | Luis Cornejo        |  |
|  | Delantero      | Teodoro Alcalde     |  |
|  | Delantero      | Aquiles Westres     |  |
|  | Delantero      | Jorge Alcalde       |  |
|  | Delantero      | Guillermo Aróstegui |  |
|  | Delantero      | Enrique Aróstegui   |  |

| Anotado | Carlos Tovar           |
| Anotado | Carlos Tovar           |
| Anotado | Luis de Souza Ferreira |
| Anotado | Luis de Souza Ferreira |
| Anotado | Lolo Fernández         |

| Anotado | Jorge Alcalde |
| Anotado | Jorge Alcalde |

### Hechos de violencia
En febrero de 1995 durante un partido amistoso de pretemporada entre Universitario de Deportes y Sport Boys en el Estadio Lolo Fernández, los hinchas visitantes se negaron a devolver un balón que cayó en el sector donde se encontraban ubicados, ante esta situación los miembros de la Trinchera Norte (barra brava de Universitario) invadieron el campo de juego para tratar de agredir a los futbolistas del Boys. El árbitro suspendió el partido y tuvo que retirarse del estadio con custodia policial.
El 19 de enero de 2007, con motivo de la presentación oficial de la plantilla de Universitario de Deportes para la temporada 2007, se realizó un encuentro amistoso entre ambos clubes. En el estadio solo se encontraba un pequeño grupo de efectivos policiales ya que la «U» no contaba con los permisos necesarios por parte de la Municipalidad de Ate y Defensa Civil para que se realizará el encuentro. El partido transcurrió con un juego brusco por parte de ambos equipos, trasladándose la violencia a las tribunas. La Trinchera Norte durante el entretiempo se dirigió hasta la tribuna sur donde se encontraba un grupo de barristas del Sport Boys generándose un enfrentamiento entre ambos grupos, lo que dio como resultado que algunos hinchas del Boys sean heridos de gravedad.

## Partidos disputados

### Primera División del Perú
| Temporada | Local         | Resultado | Visitante     |
| --------- | ------------- | --------- | ------------- |
| 1933      | Universitario | 5:2       | Sport Boys    |
| 1934      | Universitario | 1:1       | Sport Boys    |
| 1935      | Universitario | 2:3       | Sport Boys    |
| 1937      | Universitario | 1:4       | Sport Boys    |
| 1938      | Universitario | 2:1       | Sport Boys    |
| 1939      | Sport Boys    | 3:3       | Universitario |
| 1939      | Universitario | 2:0       | Sport Boys    |
| 1940      | Sport Boys    | 2:4       | Universitario |
| 1940      | Universitario | 0:5       | Sport Boys    |
| 1941      | Universitario | 3:3       | Sport Boys    |
| 1941      | Sport Boys    | 0:0       | Universitario |
| 1942      | Universitario | 0:2       | Sport Boys    |
| 1943      | Sport Boys    | 3:1       | Universitario |
| 1943      | Universitario | 4:3       | Sport Boys    |
| 1944      | Universitario | 2:2       | Sport Boys    |
| 1944      | Sport Boys    | 2:2       | Universitario |
| 1945      | Universitario | 6:3       | Sport Boys    |
| 1945      | Sport Boys    | 2:4       | Universitario |
| 1946      | Universitario | 4:4       | Sport Boys    |
| 1946      | Sport Boys    | 1:1       | Universitario |
| 1946      | Universitario | 6:4       | Sport Boys    |
| 1947      | Universitario | 1:3       | Sport Boys    |
| 1947      | Sport Boys    | 4:1       | Universitario |
| 1947      | Universitario | 1:1       | Sport Boys    |
| 1948      | Sport Boys    | 2:1       | Universitario |
| 1948      | Universitario | 2:2       | Sport Boys    |
| 1948      | Sport Boys    | 3:1       | Universitario |
| 1949      | Universitario | 2:1       | Sport Boys    |
| 1949      | Sport Boys    | 0:2       | Universitario |
| 1949      | Universitario | 1:1       | Sport Boys    |
| 1950      | Sport Boys    | 1:0       | Universitario |
| 1950      | Universitario | 0:1       | Sport Boys    |
| 1951      | Universitario | 2:3       | Sport Boys    |
| 1951      | Sport Boys    | 2:3       | Universitario |
| 1952      | Universitario | 4:1       | Sport Boys    |
| 1952      | Sport Boys    | 5:1       | Universitario |
| 1953      | Sport Boys    | 1:0       | Universitario |
| 1953      | Universitario | 1:0       | Sport Boys    |
| 1954      | Sport Boys    | 1:0       | Universitario |
| 1954      | Universitario | 2:1       | Sport Boys    |
| 1955      | Universitario | 2:0       | Sport Boys    |
| 1955      | Sport Boys    | 2:4       | Universitario |
| 1956      | Sport Boys    | 3:4       | Universitario |
| 1956      | Universitario | 3:2       | Sport Boys    |
| 1957      | Sport Boys    | 0:3       | Universitario |
| 1957      | Universitario | 3:2       | Sport Boys    |
| 1958      | Universitario | 0:3       | Sport Boys    |
| 1958      | Sport Boys    | 1:0       | Universitario |
| 1958      | Universitario | 1:0       | Sport Boys    |
| 1959      | Sport Boys    | 2:0       | Universitario |
| 1959      | Universitario | 1:0       | Sport Boys    |
| 1959      | Sport Boys    | 1:1       | Universitario |
| 1960      | Sport Boys    | 1:1       | Universitario |
| 1960      | Universitario | 0:0       | Sport Boys    |
| 1961      | Universitario | 0:0       | Sport Boys    |
| 1961      | Sport Boys    | 0:0       | Universitario |
| 1962      | Universitario | 1:1       | Sport Boys    |
| 1962      | Sport Boys    | 1:2       | Universitario |
| 1963      | Sport Boys    | 1:1       | Universitario |
| 1963      | Universitario | 4:1       | Sport Boys    |
| 1964      | Universitario | 2:0       | Sport Boys    |
| 1964      | Sport Boys    | 1:0       | Universitario |
| 1964      | Universitario | 2:0       | Sport Boys    |
| 1965      | Sport Boys    | 2:1       | Universitario |
| 1965      | Universitario | 0:3       | Sport Boys    |
| 1966      | Sport Boys    | 2:0       | Universitario |
| 1966      | Universitario | 1:0       | Sport Boys    |
| 1967      | Sport Boys    | 1:2       | Universitario |
| 1967      | Universitario | 2:1       | Sport Boys    |
| 1968      | Universitario | 2:0       | Sport Boys    |
| 1968      | Sport Boys    | 0:0       | Universitario |
| 1969      | Sport Boys    | 5:1       | Universitario |
| 1969      | Universitario | 3:0       | Sport Boys    |
| 1970      | Universitario | 3:1       | Sport Boys    |
| 1970      | Sport Boys    | 4:2       | Universitario |
| 1971      | Universitario | 2:0       | Sport Boys    |
| 1971      | Sport Boys    | 0:0       | Universitario |
| 1972      | Sport Boys    | 1:1       | Universitario |
| 1972      | Universitario | 1:1       | Sport Boys    |
| 1972      | Universitario | 1:1       | Sport Boys    |
| 1972      | Sport Boys    | 0:4       | Universitario |
| 1973      | Universitario | 3:0       | Sport Boys    |
| 1973      | Sport Boys    | 0:2       | Universitario |
| 1974      | Universitario | 1:0       | Sport Boys    |
| 1974      | Sport Boys    | 1:2       | Universitario |
| 1975      | Universitario | 1:0       | Sport Boys    |
| 1975      | Sport Boys    | 0:0       | Universitario |
| 1976      | Universitario | 3:2       | Sport Boys    |
| 1976      | Sport Boys    | 1:0       | Universitario |
| 1977      | Universitario | 2:2       | Sport Boys    |
| 1977      | Sport Boys    | 0:4       | Universitario |
| 1978      | Sport Boys    | 1:0       | Universitario |
| 1978      | Universitario | 1:3       | Sport Boys    |
| 1978      | Sport Boys    | 0:2       | Universitario |
| 1978      | Universitario | 2:1       | Sport Boys    |
| 1979      | Sport Boys    | 0:0       | Universitario |
| 1979      | Universitario | 3:0       | Sport Boys    |
| 1980      | Sport Boys    | 2:2       | Universitario |
| 1980      | Universitario | 1:1       | Sport Boys    |
| 1981      | Sport Boys    | 2:1       | Universitario |
| 1981      | Universitario | 2:1       | Sport Boys    |
| 1981      | Sport Boys    | 1:2       | Universitario |
| 1981      | Universitario | 0:0       | Sport Boys    |
| 1982      | Sport Boys    | 1:1       | Universitario |
| 1982      | Universitario | 1:0       | Sport Boys    |

| Temporada | Local         | Resultado | Visitante     |
| --------- | ------------- | --------- | ------------- |
| 1982      | Sport Boys    | 0:1       | Universitario |
| 1982      | Universitario | 0:1       | Sport Boys    |
| 1983      | Sport Boys    | 1:1       | Universitario |
| 1983      | Universitario | 1:1       | Sport Boys    |
| 1984      | Universitario | 1:2       | Sport Boys    |
| 1984      | Sport Boys    | 1:1       | Universitario |
| 1984      | Universitario | 1:2       | Sport Boys    |
| 1984      | Sport Boys    | 1:1       | Universitario |
| 1985      | Sport Boys    | 1:1       | Universitario |
| 1985      | Universitario | 1:1       | Sport Boys    |
| 1985      | Sport Boys    | 0:1       | Universitario |
| 1985      | Universitario | 3:0       | Sport Boys    |
| 1986      | Sport Boys    | 1:3       | Universitario |
| 1986      | Universitario | 2:1       | Sport Boys    |
| 1987      | Sport Boys    | 2:3       | Universitario |
| 1987      | Universitario | 1:1       | Sport Boys    |
| 1990      | Universitario | 3:1       | Sport Boys    |
| 1990      | Universitario | 1:1       | Sport Boys    |
| 1990      | Sport Boys    | 1:0       | Universitario |
| 1990      | Universitario | 1:1       | Sport Boys    |
| 1990      | Sport Boys    | 0:2       | Universitario |
| 1990      | Sport Boys    | 2:4       | Universitario |
| 1991      | Sport Boys    | 1:1       | Universitario |
| 1991      | Sport Boys    | 1:1       | Universitario |
| 1991      | Universitario | 1:1       | Sport Boys    |
| 1991      | Sport Boys    | 1:1       | Universitario |
| 1991      | Universitario | 1:1       | Sport Boys    |
| 1991      | Universitario | 3:3 (1:4) | Sport Boys    |
| 1992      | Universitario | 0:1       | Sport Boys    |
| 1992      | Sport Boys    | 1:1       | Universitario |
| 1993      | Sport Boys    | 0:2       | Universitario |
| 1993      | Universitario | 1:1       | Sport Boys    |
| 1994      | Universitario | 0:6       | Sport Boys    |
| 1994      | Sport Boys    | 0:1       | Universitario |
| 1994      | Universitario | 1:0       | Sport Boys    |
| 1995      | Universitario | 1:0       | Sport Boys    |
| 1995      | Sport Boys    | 1:2       | Universitario |
| 1996      | Universitario | 1:2       | Sport Boys    |
| 1996      | Sport Boys    | 0:0       | Universitario |
| 1997      | Sport Boys    | 3:2       | Universitario |
| 1997      | Universitario | 2:0       | Sport Boys    |
| 1998      | Sport Boys    | 3:3       | Universitario |
| 1998      | Universitario | 1:2       | Sport Boys    |
| 1998      | Sport Boys    | 1:1       | Universitario |
| 1998      | Universitario | 3:0       | Sport Boys    |
| 1999      | Sport Boys    | 0:0       | Universitario |
| 1999      | Universitario | 4:0       | Sport Boys    |
| 1999      | Sport Boys    | 1:0       | Universitario |
| 1999      | Universitario | 3:1       | Sport Boys    |
| 2000      | Universitario | 2:2       | Sport Boys    |
| 2000      | Sport Boys    | 1:1       | Universitario |
| 2000      | Universitario | 3:1       | Sport Boys    |
| 2000      | Sport Boys    | 0:2       | Universitario |
| 2001      | Sport Boys    | 5:2       | Universitario |
| 2001      | Universitario | 3:2       | Sport Boys    |
| 2001      | Sport Boys    | 2:2       | Universitario |
| 2001      | Universitario | 1:1       | Sport Boys    |
| 2002      | Sport Boys    | 0:1       | Universitario |
| 2002      | Universitario | 2:1       | Sport Boys    |
| 2002      | Sport Boys    | 4:0       | Universitario |
| 2002      | Universitario | 0:2       | Sport Boys    |
| 2003      | Universitario | 1:0       | Sport Boys    |
| 2003      | Sport Boys    | 4:3       | Universitario |
| 2003      | Universitario | 0:1       | Sport Boys    |
| 2004      | Sport Boys    | 1:2       | Universitario |
| 2004      | Universitario | 1:0       | Sport Boys    |
| 2004      | Sport Boys    | 0:1       | Universitario |
| 2004      | Universitario | 1:0       | Sport Boys    |
| 2005      | Universitario | 4:1       | Sport Boys    |
| 2005      | Sport Boys    | 1:1       | Universitario |
| 2005      | Universitario | 2:0       | Sport Boys    |
| 2005      | Sport Boys    | 0:0       | Universitario |
| 2006      | Universitario | 3:0       | Sport Boys    |
| 2006      | Sport Boys    | 1:2       | Universitario |
| 2006      | Universitario | 1:3       | Sport Boys    |
| 2006      | Sport Boys    | 0:0       | Universitario |
| 2007      | Sport Boys    | 1:1       | Universitario |
| 2007      | Universitario | 3:3       | Sport Boys    |
| 2007      | Sport Boys    | 1:1       | Universitario |
| 2007      | Universitario | 3:1       | Sport Boys    |
| 2008      | Universitario | 5:1       | Sport Boys    |
| 2008      | Sport Boys    | 2:1       | Universitario |
| 2008      | Universitario | 2:0       | Sport Boys    |
| 2008      | Sport Boys    | 0:0       | Universitario |
| 2010      | Universitario | 3:0       | Sport Boys    |
| 2010      | Sport Boys    | 1:2       | Universitario |
| 2011      | Universitario | 2:1       | Sport Boys    |
| 2011      | Sport Boys    | 2:0       | Universitario |
| 2012      | Sport Boys    | 1:1       | Universitario |
| 2012      | Universitario | 1:1       | Sport Boys    |
| 2018      | Universitario | 2:1       | Sport Boys    |
| 2018      | Sport Boys    | 0:0       | Universitario |
| 2019      | Universitario | 4:0       | Sport Boys    |
| 2019      | Sport Boys    | 0:0       | Universitario |
| 2020      | Sport Boys    | 3:3       | Universitario |
| 2021      | Sport Boys    | 0:0       | Universitario |
| 2022      | Universitario | 1:1       | Sport Boys    |
| 2022      | Sport Boys    | 0:1       | Universitario |
| 2023      | Sport Boys    | 0:3       | Universitario |
| 2023      | Universitario | 3:0       | Sport Boys    |
| 2024      | Sport Boys    | 1:2       | Universitario |
| 2024      | Universitario | 3:0       | Sport Boys    |
| 2025      | Sport Boys    | 0:2       | Universitario |
| 2025      | Universitario | 1:0       | Sport Boys    |

|  | Definición por penales |
|  | Máxima goleada         |

### Copa Libertadores
| Temporada | Local         | Resultado | Visitante     |
| --------- | ------------- | --------- | ------------- |
| 1967      | Universitario | 1:0       | Sport Boys    |
| 1967      | Sport Boys    | 0:1       | Universitario |
| 1985      | Sport Boys    | 0:2       | Universitario |

| Temporada | Local         | Resultado | Visitante     |
| --------- | ------------- | --------- | ------------- |
| 1985      | Universitario | 4:0       | Sport Boys    |
| 1991      | Sport Boys    | 0:2       | Universitario |
| 1991      | Universitario | 1:3       | Sport Boys    |

## Estadísticas generales
Encuentros disputados:
- 215 encuentros. (209 en la Primera División del Perú y 6 en la Copa Libertadores).[4]

Victorias por equipo:
- Sport Boys: 47 victorias.[4]
- Universitario de Deportes: 99 victorias.[4]

Goles anotados:
- Sport Boys: 256 goles.[4]
- Universitario de Deportes: 347 goles.[4]

Máxima goleada por equipo:
- Universitario de Deportes 0:6 Sport Boys (1994).[4]
- Universitario 5:1 Sport Boys (2008).[4]